# Coby Carrozza
Coby Carrozza (Austin (Texas), 7 mei 2001) is een Amerikaanse zwemmer.

## Carrière
Bij zijn internationale debuut, op de wereldkampioenschappen zwemmen 2022 in Boedapest, zwom Carrozza samen met Carson Foster, Trey Freeman en Trenton Julian in de series van de 4×200 meter vrije slag. In de finale veroverden Foster en Julian samen met Drew Kibler en Kieran Smith de wereldtitel. Voor zijn aandeel in de series ontving Carrozza eveneens de gouden medaille.

## Internationale toernooien
| Jaar | Olympische Spelen | WK langebaan                                      | WK kortebaan   | PanPacs | Pan-Amerikaanse Spelen |
| ---- | ----------------- | ------------------------------------------------- | -------------- | ------- | ---------------------- |
| 2022 |                   | 4×200m vrije slag · Carrozza zwom enkel de series | 13-18 december |         |                        |

## Persoonlijke records
Bijgewerkt tot en met 27 april 2022
Langebaan
| Afstand         | Tijd    | Datum         | Plaats     |
| --------------- | ------- | ------------- | ---------- |
| 200m vrije slag | 1.46,86 | 27 april 2022 | Greensboro |
| 400m vrije slag | 3.50,02 | 13 juni 2021  | Omaha      |